# Helsinki Business Park

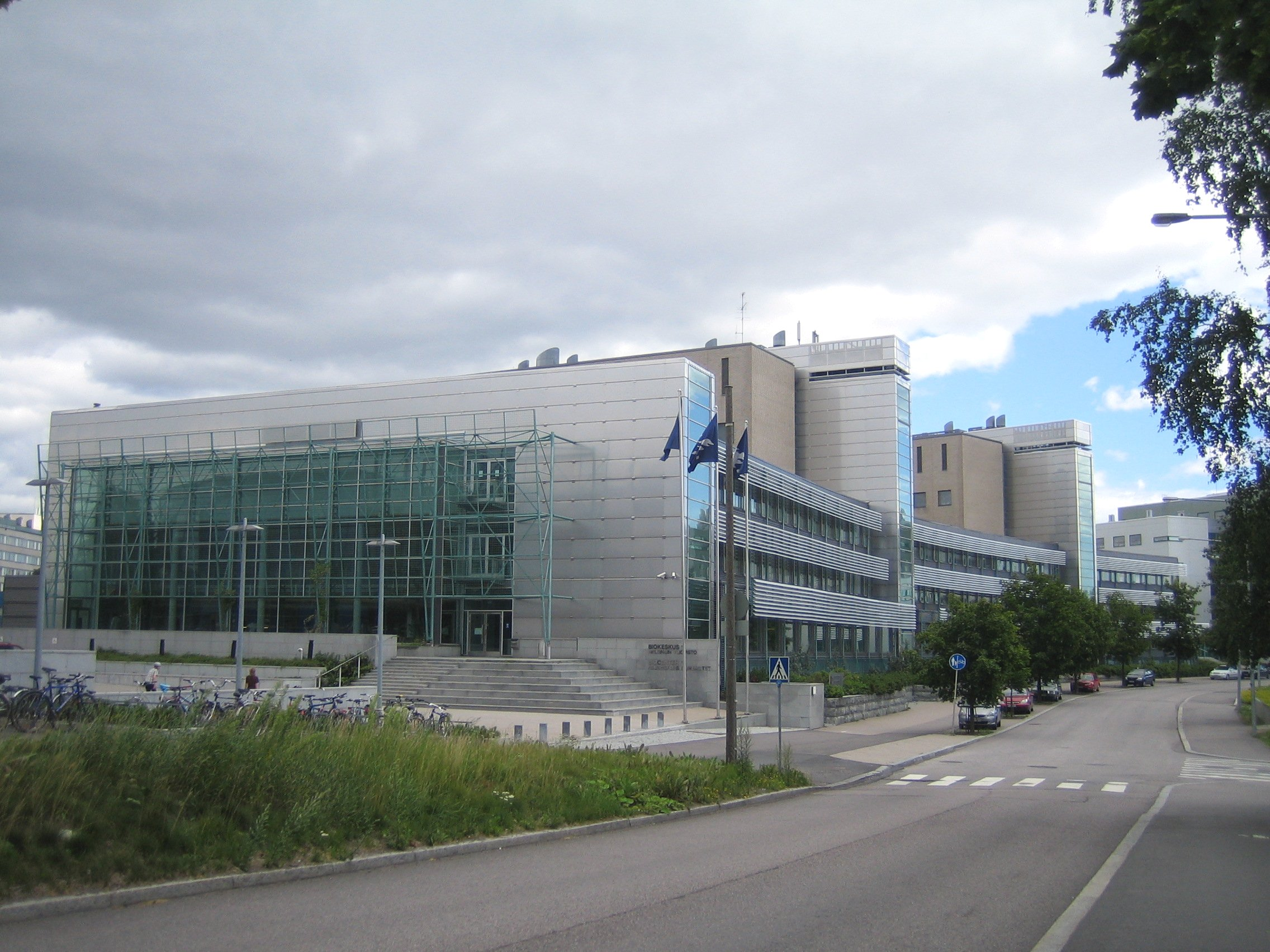
Biokeskus en Viikki.

El Helsinki Business and Science Park Oy (HBSP) es un parque empresarial en el cual hay empresas punteras en diversos sectores de las tecnologías medioambientales y las biotecnologías, que mantienen estrechos lazos con las actividades de investigación de los científicos de la Universidad de Helsinki, Campus de Viikki, uno de los mayores biocentros de investigación en Europa con reputación internacional.

## Localización
Helsinki Business and Science Park Oy Ltd, Viikinkaari 4
FIN-00790 Helsinki
- Teléfono : +358 9 319 36 540

## Sectores que cubren las empresas
- Farmacia y desarrollo de medicamentos
- Reactivos
- Servicios de investigación y análisis
- Diagnósticos médicos
- Productos de alimentación
- Planta de biotecnologías
- Laboratorio de equipos
- Cuidado de la salud y bienestar
- Consulta y entrenamiento

## Alrededores
- Próxima se encuentra la reserva de naturaleza de la "bahía de Vanhankaupunginlahti", es un humedal de interés internacional con arbolados circundantes de alisos.
- Arboretum de Viikki que está administrado por la Universidad de Helsinki.
- Universidad de Helsinki, Campus de Viikki.
- Gardenia-Helsinki, invernadero con una colección de plantas tropicales
- Museo de Tecnología de Viikki
- Museo de las Centrales Energéticas
- Museo de Agricultura de Viikki